# Yana Kunitskaya
Yana Kunitskaya - Яна Иосифовна Куницкая (Murmansque, 11 de novembro de 1989) é uma lutadora russa de artes marciais mistas, que luta pelo Ultimate Fighting Championships, na divisão peso-galo.

## Biografia
Kunitskaya nasceu em 1989, na cidade de Murmansque. Sua mãe - Olga Kunitskaya - é uma ginasta profissional, seu pai - Joseph -, um esquiador profissional, e sua irmã mais nova chama-se Victoria. Yana se envolveu nas artes marciais na infância. Com 12 anos já lutava taekwondo, e ganhou vários torneios entre meninas e meninos, com muitas lutas terminadas em nocaute. Com 12 anos, começou a lutar na Rukoposhnomu Battle — realizou um grande número de lutas e não sofreu uma única derrota. Com 16 anos, Yana foi morar e estudar em São Petersburgo, e entrou na SPGUFK Lesgafta, uma academia de boxe. Aos 18 anos, ela começou a praticar artes marciais mistas.
Em agosto de 2013, Kunitskaya anunciou o fim de sua carreira como lutadora e a transição para ser treinadora mas, 3 anos depois, retornou da aposentadoria e voltou a lutar.

## Carreira no MMA

### Início de carreira
Antes de ingressar no Invicta FC, Yana lutou principalmente na Rússia.   Kunitskaya construiu um cartel de 7 vitórias e 2 derrotas, antes de assinar com o Invicta FC.

### Invicta FC
Yana derrotou Tonya Evinger, faturando o Cinturão Peso-Galo do Invicta FC, em 18 de novembro de 2016. Em 1 de dezembro de 2016, a vitória foi mudada para No Contest, então Evinger manteve seu título.
Kunitskaya agora fará a revanche contra Evinger, na luta principal do Invicta FC 22, em 25 de março de 2017.

## Cartel no MMA
| Cartel no MMA   |             |            |
| 23 lutas        | 14 vitórias | 8 derrotas |
| Por nocaute     | 7           | 3          |
| Por finalização | 1           | 2          |
| Por decisão     | 6           | 3          |
| No contest      | 1           | 1          |

| Res.    | Cartel   | Oponente               | Método                                  | Evento                                   | Data       | Round | Tempo | Local                 | Notas |
| ------- | -------- | ---------------------- | --------------------------------------- | ---------------------------------------- | ---------- | ----- | ----- | --------------------- | --- |
| Derrota | 14–8 (1) | Karol Rosa             | Decisão (dividida)                      | UFC on ESPN: Strickland vs. Magomedov    | 01/07/2023 | 3     | 5:00  | Las Vegas, Nevada     | Peso-pena |
| Derrota | 14–7 (1) | Holly Holm             | Decisão (unânime)                       | UFC on ESPN: Vera vs. Sandhagen          | 25/03/2023 | 3     | 5:00  | San Antonio, Texas    | |
| Derrota | 14-6 (1) | Irene Aldana           | Nocaute Técnico (socos)                 | UFC 264: Poirier vs. McGregor 3          | 10/07/2021 | 1     | 4:35  | Las Vegas, Nevada     | |
| Vitória | 14-5 (1) | Ketlen Vieira          | Decisão (unânime)                       | UFC Fight Night: Blaydes vs. Lewis       | 20/02/2021 | 3     | 5:00  | Las Vegas, Nevada     | |
| Vitória | 13-5 (1) | Julija Stoliarenko     | Decisão (unânime)                       | UFC Fight Night: Lewis vs. Oleinik       | 08/08/2020 | 3     | 5:00  | Las Vegas, Nevada     | |
| Derrota | 12-5 (1) | Aspen Ladd             | Nocaute Técnico (socos)                 | UFC on ESPN: Overeem vs. Rozenstruik     | 07/12/2019 | 3     | 0:33  | Washington D.C        | |
| Vitória | 12-4 (1) | Marion Reneau          | Decisão (unânime)                       | UFC Fight Night: Lewis vs. dos Santos    | 09/03/2019 | 3     | 5:00  | Wichita, Kansas       | |
| Vitória | 11-4 (1) | Lina Länsberg          | Decisão (unânime)                       | UFC 229: Khabib vs. McGregor             | 06/10/2018 | 3     | 5:00  | Las Vegas, Nevada     | Volta aos Galos. |
| Derrota | 10-4 (1) | Cristiane Justino      | Nocaute Técnico (socos)                 | UFC 222: Cyborg vs. Kunitskaya           | 03/03/2018 | 1     | 3:25  | Las Vegas, Nevada     | Estreia no UFC; Retorno ao Peso Pena; Pelo Cinturão Peso Pena Feminino do UFC. |
| Vitória | 10-3 (1) | Raquel Pa'aluhi        | Decisão (unânime)                       | Invicta FC 25: Kunitskaya vs Pa'aluhi    | 31/08/2017 | 5     | 5:00  | Lemoore, Califórnia   | Ganhou o Cinturão Peso Galo Vago do Invicta FC. |
| Derrota | 9-3 (1)  | Tonya Evinger          | Finalização (mata leão)                 | Invicta FC 22: Evinger vs. Kunitskaya II | 25/03/2017 | 2     | 4:32  | Kansas City, Missouri | Pelo Cinturão Peso Galo do Invicta FC. |
| NC      | 9–2 (1)  | Tonya Evinger          | Sem Resultado                           | Invicta FC 20: Evinger vs. Kunitskaya    | 18/11/2016 | 1     | 1:59  | Kansas City, Missouri | Estreia no Invicta FC. Originalmente venceu por finalização. Mudado pela comissão após Evinger apelar a derrota devido a uma interrupção controversa. Pelo Cinturão Peso Galo do Invicta FC. |
| Vitória | 9-2      | Yanan Wu               | Nocaute Técnico (socos)                 | Fightspirit Championship 6               | 04/09/2016 | 2     | 0:32  | São Petersburgo       | Estreia no Peso Galo. |
| Derrota | 8-2      | Zaira Dyshekova        | Finalização (chave de braço)            | ACB 32: Battle of Lions                  | 26/03/2016 | 1     | 3:38  | Moscou                | |
| Vitória | 8-1      | Sylwia Kusiak          | Nocaute Técnico (interrupção do córner) | Baltic Arena                             | 15/06/2012 | 1     | 0:50  | Koszalin              | |
| Vitória | 7-1      | Anna Melikhova         | Decisão (unânime)                       | Lion's Fights 1: The Beginning           | 03/03/2012 | 2     | 5:00  | São Petersburgo       | |
| Vitória | 6-1      | Ekaterina Saraykina    | Nocaute Técnico (socos)                 | Verdict Fighting Championship 1          | 11/02/2012 | 1     | 1:05  | Moscou                | |
| Vitória | 5-1      | Arune Lauzeckaite      | Nocaute Técnico (socos)                 | Bushido Lithuania: Hero's Lithuania 2011 | 19/11/2011 | 1     | 1:34  | Vilnius               | |
| Vitória | 4-1      | Cindy Dandois          | Nocaute Técnico (socos)                 | M-1 Challenge 22                         | 10/12/2010 | 1     | 0:34  | Moscou                | |
| Vitória | 3-1      | Kamila Balanda         | Nocaute Técnico (socos)                 | Bushido Lithuania: Hero's Lithuania 2010 | 20/11/2010 | 1     | 4:26  | Vilnius               | |
| Derrota | 2-1      | Maria Hougaard Djursaa | Decisão (unânime)                       | FG 14: Ice Cold                          | 29/05/2010 | 3     | 5:00  | Odense                | |
| Vitória | 2-0      | Vladena Yavorskaya     | Finalização (mata leão)                 | Bushido FC Legends                       | 28/11/2009 | 1     | 3:20  | São Petersburgo       | |
| Vitória | 1-0      | Magdalena Jarecka      | Nocaute Técnico (socos)                 | K-1 World Grand Prix 2009                | 23/05/2009 | 1     | 1:38  | Lodz                  | |